# Juninho (football, 1989)
Pour les articles homonymes, voir Juninho (homonymie).
Vitor Gomes Pereira Junior, plus connu sous le nom de Juninho, est un footballeur brésilien né le 8 janvier 1989 à São José dos Campos dans l'État de São Paulo. Il jouait au poste de milieu de terrain.

## Biographie

### Débuts au Brésil
Juninho grandit à São Paulo et joue dans l'équipe de jeunes de São Paulo, remportant en 2006 le championnat Paulista U-17. En 2007, il fait sa première apparition sous le maillot de São Paulo. Il est prêté en 2009 à Toledo, club évoluant en Championnat du Paraná de football, un des 27 Championnats des États brésiliens.

### Parcours à Los Angeles
En 2010, il est prêté au Galaxy de Los Angeles avec ses coéquipiers Alex Cazumba et Leonardo. Il joue son premier match en Major League Soccer le 27 mars 2010 lors du match d'ouverture de la saison 2010 du Galaxy face au Revolution de la Nouvelle-Angleterre. Il inscrit son premier but sous le maillot de Los Angeles le 29 juin 2010 lors du troisième tour de la Lamar Hunt U.S. Open Cup 2010 face à l'AC St. Louis. Quelques jours plus tard, il inscrit son premier but en MLS, face aux Sounders de Seattle le 4 juillet 2010, jour de la fête de l'indépendance américaine, d'une magnifique frappe de 30 mètres qui sera élu but de la semaine pour la semaine 14.
Auteur d'une belle saison en 2010, le Galaxy de Los Angeles décide de renouveler son prêt pour la saison 2011 et il permet donc à son équipe de remporter à deux reprises le MLS Supporters' Shield. Juninho est un joueur clé de l'effectif de Bruce Arena, entraîneur de la franchise californienne. À la fin de la saison 2011, il retourne à São Paulo et y signe un contrat de trois ans. Pourtant, en février 2012, il retourne en Californie pour retrouver le Galaxy de Los Angeles pour un nouveau prêt lors de la saison 2012.
Le 15 janvier 2013, il annonce qu'il quitte São Paulo après 9 ans au club pour rejoindre Los Angeles de manière définitive après trois saisons sous forme de prêt.
Le 3 avril 2013, lors de la demi-finale aller de la Ligue des champions, alors que le Galaxy affronte le CF Monterrey en terres mexicaines, Juninho est contraint de sortir à l'heure de jeu et cette sortie est considérée par beaucoup d'observateurs comme le tournant du match. En effet, il contrôle le milieu de terrain durant soixante minutes en compagnie de son compatriote Marcelo Sarvas, défendant l'avance californienne de 0-1. À la suite de sa sortie, le jeu des Américains est plus brouillon et les Mexicains en profitent pour égaliser à dix minutes du terme du match puis pour prendre un avantage déterminant dans le temps additionnel. Son coéquipier Omar Gonzalez ajoutera après la rencontre : « Je pense que nous avons perdu tout contrôle quand Juninho est sorti de la partie ».
En 2014, après toute une saison où il n'inscrit aucun but mais permet à son équipe de s'affirmer comme une des meilleures équipes du championnat, il marque en finale de conférence contre les Sounders de Seattle. Son but ramène Los Angeles à 2-1, qualifiant ainsi le Galaxy pour la Coupe MLS 2014, conformément à la règle du but à l'extérieur (1-0 pour Los Angeles à l'aller).

### Mexique puis prêt à Chicago
Le 24 décembre 2015, Juninho est transféré au Club Tijuana qui évolue au Mexique. Après le succès connu en Californie, il peine à s'imposer au sud de la frontière et n'obtient que peu de temps de jeu. Il est alors prêté, le 23 décembre 2016, au Fire de Chicago pour la saison 2017 avec une option d'achat.

### Retour au Galaxy de Los Angeles et retraite sportive
Le 18 décembre 2018, libre de tout contrat, il s'engage avec le Galaxy de Los Angeles, club dans lequel il avait déjà évolué entre 2010 et 2015. Malheureusement, son deuxième passage dans la franchise californienne n'est pas aussi réussi et son contrat n'est pas renouvelé le 21 novembre 2019.
Ne réussissant pas son retour en MLS depuis son départ au Mexique, il annonce son retrait du football professionnel le 30 juin 2020.

## Palmarès

### En club
- Galaxy de Los Angeles
  - Vainqueur de la Coupe MLS en 2011, 2012 et 2014
  - Vainqueur du MLS Supporters' Shield en 2010 et 2011.
  - Vainqueur de la Conférence Ouest en 2011, 2012 et 2014.

## Statistiques
| Saison                | Club                      | Championnat           | Championnat | Championnat | Coupe(s) nationale(s) | Coupe(s) nationale(s) | Compétition(s) continentale(s) | Compétition(s) continentale(s) | Compétition(s) continentale(s) | Séries | Séries | Total | Total |
| Saison                | Club                      | Division              | M.          | B.          | M.                    | B.                    | Comp.                          | M.                             | B.                             | M.     | B.     | M.    | B.    |
| 2010                  | Los Angeles Galaxy (prêt) | MLS                   | 25          | 2           | 2                     | 1                     | LCC                            | 1                              | 0                              | 3      | 0      | 31    | 3     |
| 2011                  | Los Angeles Galaxy (prêt) | MLS                   | 30          | 4           | 2                     | 0                     | LCC                            | 5                              | 2                              | 3      | 0      | 40    | 6     |
| 2012                  | Los Angeles Galaxy (prêt) | MLS                   | 32          | 7           | 0                     | 0                     | LCC                            | 4                              | 2                              | 6      | 0      | 42    | 9     |
| 2013                  | Los Angeles Galaxy        | MLS                   | 32          | 1           | 0                     | 0                     | LCC                            | 6                              | 0                              | 2      | 0      | 40    | 1     |
| 2014                  | Los Angeles Galaxy        | MLS                   | 34          | 0           | 2                     | 0                     | LCC                            | 2                              | 0                              | 5      | 1      | 43    | 1     |
| 2015                  | Los Angeles Galaxy        | MLS                   | 34          | 4           | 2                     | 0                     | LCC                            | 0                              | 0                              | 1      | 0      | 37    | 4     |
| Sous-total            | Sous-total                | Sous-total            | 187         | 18          | 8                     | 1                     | -                              | 18                             | 4                              | 20     | 1      | 233   | 24    |
| 2015-2016             | Club Tijuana              | Liga MX               | 14          | 1           | 4                     | 1                     | -                              | -                              | -                              | -      | -      | 18    | 2     |
| 2016-2017             | Club Tijuana              | Liga MX               | 6           | 0           | 2                     | 0                     | -                              | -                              | -                              | -      | -      | 8     | 0     |
| Sous-total            | Sous-total                | Sous-total            | 20          | 1           | 6                     | 1                     | -                              | 0                              | 0                              | 0      | 0      | 26    | 2     |
| 2017                  | Chicago Fire (prêt)       | MLS                   | 21          | 1           | 2                     | 0                     | -                              | -                              | -                              | 1      | 0      | 24    | 1     |
| 2019                  | Los Angeles Galaxy        | MLS                   | 2           | 0           | 2                     | 0                     | -                              | -                              | -                              | 0      | 0      | 4     | 0     |
| Total sur la carrière | Total sur la carrière     | Total sur la carrière | 230         | 20          | 18                    | 2                     | -                              | 18                             | 4                              | 21     | 1      | 287   | 27    |